# Agroeca lata
Espèce
Agroeca lata est une espèce d'araignées aranéomorphes de la famille des Liocranidae.

## Distribution
Cette espèce est endémique du Yunnan en Chine,. Elle se rencontre dans le xian de Tengchong.

## Description
Le mâle holotype mesure 3,22 mm et la femelle paratype 3,77 mm.

## Publication originale
- Mu, Jin & Zhang, 2019 : A survey of Agroeca Westring, 1861 from China (Araneae: Liocranidae). Zootaxa, no 4615(1), p. 91-112.